# Dipriodonta
Dipriodonta là một chi bướm đêm thuộc phân họ Drepaninae.